# 1197. grenadirski polk (Wehrmacht)
1197. grenadirski polk (izvirno nemško . Grenadier-Regiment; kratica 1197. GR) je bil pehotni polk Heera v času druge svetovne vojne.

## Zgodovina
Polk je bil ustanovljen 22. avgusta 1944 kot sestavni del 589. ljudskogrenadirske divizije; še v času oblikovanja so polk preimenovali v 753. grenadirski polk.